# Telopea oreades
Telopea oreades é um grande arbusto ou árvore pequena na família Proteaceae. Nativo do sudeste da Austrália, encontra-se em floresta  e floresta tropical nos ricos solos ácidos, ricos em matéria orgânica. Não há subespécies reconhecidas, embora a população do norte isolado hibrida intensamente com a waratah Braidwood (T. mongaensis). Atingindo uma altura de até 19 metros (65 pés), T. oreades cresce com um único tronco, ereto e hábito. Possui folhas verdes escuras com veias proeminentes que tem 11-28 centímetros (4,3-11 m) de comprimento e 1,5-6 cm (0,6-2,4 polegadas) de largura. As cabeças de flores vermelhas, conhecidas como inflorescências, aparecem no final da primavera. Cada uma é composta por até 60 flores individuais.
No jardim, T. oreades cresce em solos com boa drenagem e grande humidade em posições de peça-sombreadas ou ensolaradas. Vários disponíveis comercialmente cultivares que são formas híbridas com T. speciosissima foram desenvolvidas, tais como a série Shady Lady. A madeira é difícil e tem sido usada para fazer móveis e cabos de ferramentas.

## Descrição

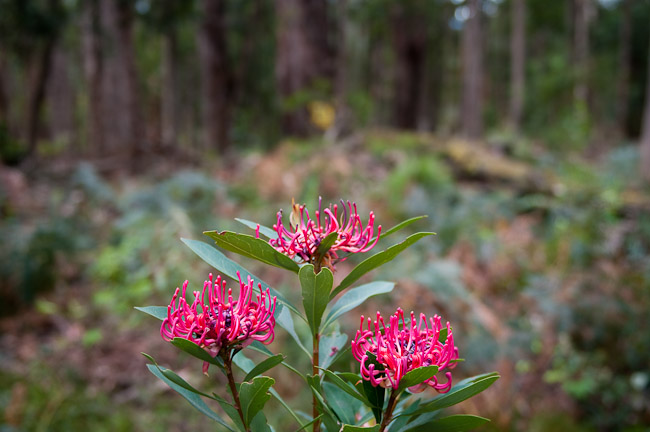
Angiospérmica Parque Nacional Errinundra.

Oreades Telopea cresce como um grande arbusto ou árvore estreita 9-19 m (30-65 pés) de altura com um tronco atingindo 45 a 60 cm (18-24 dentro) no diâmetro. Castanho acinzentado, o tronco é fino em relação à altura da árvore e não sustentada. Sua superfície é lisa com horizontais lenticels e protuberâncias enrugadas. Ramos menores são mais marrons e suaves. As plantas jovens têm muito mais eretas hábitos do que outros membros do gênero Telopea e suas hastes têm um tom avermelhado distinto. As brilhantes folhas verdes escuras são dispostas alternadamente ao longo das hastes. As folhas são estreitas obovates a spathulate, e medir 11-28 centímetros (4,3–11 m) de comprimento e 1,5–6 cm (0,6-2,4) em largura. Eles têm uma nervura central afundado na upperside (e saliência do lado de baixo) correspondente com 4-6 pares de nervuras laterais visíveis a um ângulo de 45 graus em relação à linha média. Eles viram e convergem para formar uma veia facilmente vista que corre cerca de 0,5 cm (0,2 polegadas) dentro da margem da folha. A superfície inferior é mais pálida e mais cinzenta. Quando secas, as folhas parecem ter uma textura granular.
A floração ocorre entre outubro e dezembro, em sua escala nativa, com plantas em altitudes mais elevadas floração mais tarde do que as de menor altitude. Os flowerheads carmesim, conhecidos como inflorescências, são cerca de 9 cm (3,5 polegadas) de diâmetro. Elas são compostas de 36 a 60 flores individuais com verde para rosa brácteas, que podem ser de até 3 cm (1,2 polegadas) de comprimento. Cada flor é envolta em um 2,5 cm (1 polegadas) de comprimento do perianth, que é um tanto mais brilhante vermelho sobre a superfície voltada para o centro da flor do que a superfície voltada para fora. antese, ou a abertura das flores, começa com os que estão no centro do flowerhead e movem-se para os bordos ou de base. A flor individual tem uma sésseis antera (isto é, falta-lhe um filamento), que se encontra ao lado do estigma no fim do estilo. O ovário está na base do estilo e no topo uma haste conhecido como o ginóforo, e é a partir daqui que as vagens, em seguida desenvolverem. Enquanto isso, uma forma de crescente nectary está na base da ginóforo. Após a floração, o couro curva para o woody folículos desenvolver; estes são 5-7,5 cm (3/2 in) de comprimento, que lembram um pouco um barco em forma. Estes amadurecer o seguinte maio a setembro, e se abriu para revelar (e derrame) 10-16 sementes. Dispostos em duas colunas, a alados, sementes marrons lisos são em torno de 1 cm (0,4 polegadas) de comprimento com uma asa mais ou menos retangulares 3.5–4 cm (1,6-2,4 em) de comprimento. Novos brotos crescem frequentemente através flowerheads.
Pode ser difícil distinguir T. oreades de T. mongaensis embora as folhas das últimas espécies são mais proeminentemente vistas, e principalmente (mas não sempre) mais estreita do que 2 cm (0,8 in) de largura. Telopea oreades flores em torno de um mês antes do T. mongaensis em áreas onde eles co-ocorrer.

## Taxonómia
O waratah Gippsland foi formalmente pela primeira vez descrita pelo botânico Ferdinand von Mueller, em 1861, em Fragmenta Phytographiae australiae. O tipo de material foi coletado no país montanhoso acidentada em torno Nungatta Creek, um tributário do Rio Genoa no sudeste da New South País de Gales. Mueller havia sido o levantamento da parte oriental montanhosa do estado desde a década de 1850. O nome da espécie é derivado do grego antigo "montanha" oreos e, portanto, significa ou em relação a uma montanha. O único nome científico alternativa proposta era em 1891, quando Otto Kuntze nomeou-o como oreades Hylogyne, mas foi rejeitada como um nome ilegítimo. Nomes comuns se aplica às espécies incluem Gippsland, Victorian, montanha, e waratah árvore.

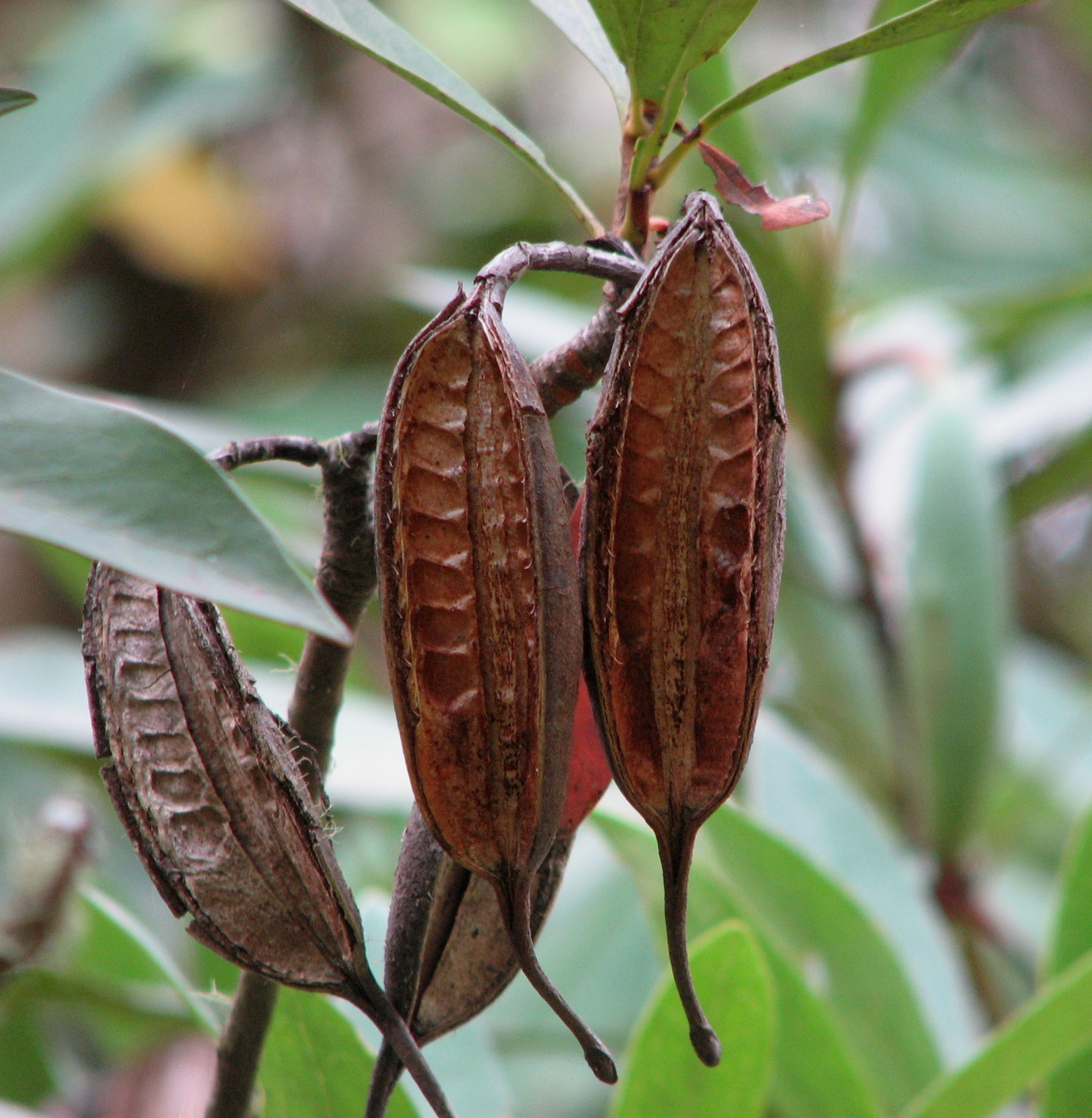
Abertos folículos seguintes liberações de sementes

Oreades Telopea é uma das cinco espécies do sudeste da Austrália que compõem o gênero Telopea. Sem subespécies não-reconhecidas. Tem sido difícil de distinguir da T. semelhante mongaensis, mas a análise microscópica revelou que T. oreades tem recursos denominado esclereides enquanto T. mongaensis não. Os dois são irmãos espécies, e seu próximo parente mais próximo é o waratah Tasmanian (T. truncata).
Um disjuntos população do norte de T. oreades cresce junto com T. mongaensis no sul Monga Vale do sul de Nova Gales do Sul, com alguns híbridos relatados. Crisp e Weston concluiu que as duas espécies para a maior parte não hibridizam lá. No entanto, um estudo genético utilizando microssatélites encontrados lá foi extensa hibridação, com grande parte do T. puro presume oreades mostrando uma estreita relação com T. mongaensis. As populações de Waratahs são pensadas para ter crescido e diminuído com o fluxo e refluxo das eras do gelo no Pleistoceno, finalmente encalhe uma população de T. oreades localizado ao lado T. mongaensis como condições adequadas para Waratahs mudou no sudeste da Austrália.
O género está na subtribo Embothriinae, juntamente com os Waratahs árvores (alloxylon) do leste da Austrália e da Nova Caledônia, e oreocallis e Firetree chileno (Embothrium coccineum) da América do Sul. Quase todas essas espécies têm flores terminais vermelhas e, portanto, a origem da subtribo e aparência floral deve preceder a divisão de Gondwana na Austrália, Antártida e América do Sul mais de 60 milhões de anos.

## Distribuição e habitat
Oreades Telopea ocorre em florestas úmidas e temperadas florestas tropicais de faixas costeiras e tabuleiros escarpas em duas áreas disjuntas de sudeste da Austrália. O primeiro é centrado no Leste Gippsland em Victoria, de Orbost para a vizinhança do Eden outro lado da fronteira no extremo sudeste do Novo South Wales. Há uma população mais ao norte em torno do Vale do Monga perto Braidwood, New South Wales estendendo-se para Moss Vale. Existem relatos não confirmados da espécie nos arredores de Brown Mountain e Glenbog Floresta Estadual do sul da Nova Gales do Sul, que se encontram entre as duas áreas. Plantas em Victoria são encontrados em altitudes que variam de 200 metros (660 pés) no Parque Nacional Lind a 1.300 metros (4.300 pés) em Mount Ellery. Encostas orientais e meridionais Wetter são favorecidos habtats, e os intervalos de precipitação anual 1000–2000 mm (40–80 in).

Faixa no sudeste da Austrália (em vermelho)

T. oreades cresce em solos ácidos que são ricos em nutrientes e matéria orgânica. Espécies de árvores associadas em Victoria incluem brilhando goma (Eucalyptus nitens), Messmate (E. obliqua), goma cinza montanha (E. cypellocarpa) ,corte-tail (E. fastigata), cinza Silvertop (E. sieberi), sassafrás do sul ( Atherosperma moschatum), oliveberry preto (Elaeocarpus holopetalus), folha cobertor (arborescens Bedfordia), Blackwood australiano (Acacia melanoxylon), ligustro mock-oliva (notelaea ligustrina), banyalla (Pittosporum bicolor), Errinundra ameixa pinho (Podocarpus Rochas sp. Goonmirk), Errinundra pimenta (Tasmannia xerophila subsp. robusta) e Xaxim macio (Dicksonia antarctica).

### Conservação
Oreades Telopea não está listado em legislação ambiental Commonwealth e não é considerado pelas respectivas autoridades estaduais a ser raras ou ameaçadas em Victoria e Nova Gales do Sul. A espécie ocorre no ameaçada legal Floresta Temperada Comunidade em Victoria que é protegido pela Lei de Garantia Flora e Fauna, e é um componente do Sul Escarpa Molhado ameaçadas sclerophyll Florestas do extremo sul de Nova Gales do Sul. Além disso, espécimes plantados são frequentemente roubados de arbusto locais de regeneração como eles são plantas de jardim desejáveis. Por outro lado, na Nova Zelândia, há um relatório de T. oreades escapar para kanuka esfrega a partir dos jardins da truta incubatório no Rio Tongariro sul de Lake Taupo.

## Ecologia
A posição de destaque e de cor impressionante de oreades Telopea e muitos de seus parentes dentro da subtribo Embothriinae, tanto na Austrália e América do Sul sugerem fortemente-lo é adaptada à polinização por pássaros, e tem sido por mais de 60 milhões de anos. Pássaros registrados visitando as flores para seu néctar incluem papa-mel-de-barbela-vermelha (Anthochaera carunculata), papa-mel-enfeitado (Acanthorhynchus tenuirostris), papa-mel-de-ferradura (Phylidonyris pyrrhopterus), honeyeater amarelo-enfrentado (chrysops Lichenostomus), honeyeater marrom-headed (Melithreptus brevirostris), papa-mel-de-nuca-branca-oriental (Melithreptus lunatus) e silvereye (Zosterops lateralis).
T. oreades possui um centro de raiz principal e algumas raízes laterais. Como a maioria Proteaceae, tem finas raízes proteoid que surgem a partir de raízes maiores. Trata-se de raízes com conjuntos densos de radículas laterais curtas que formam uma esteira no solo logo abaixo da serapilheira. Eles são particularmente eficientes na absorção de nutrientes dos solos pobres em nutrientes, incluindo o Fósforo em solos nativos deficient da Austrália.

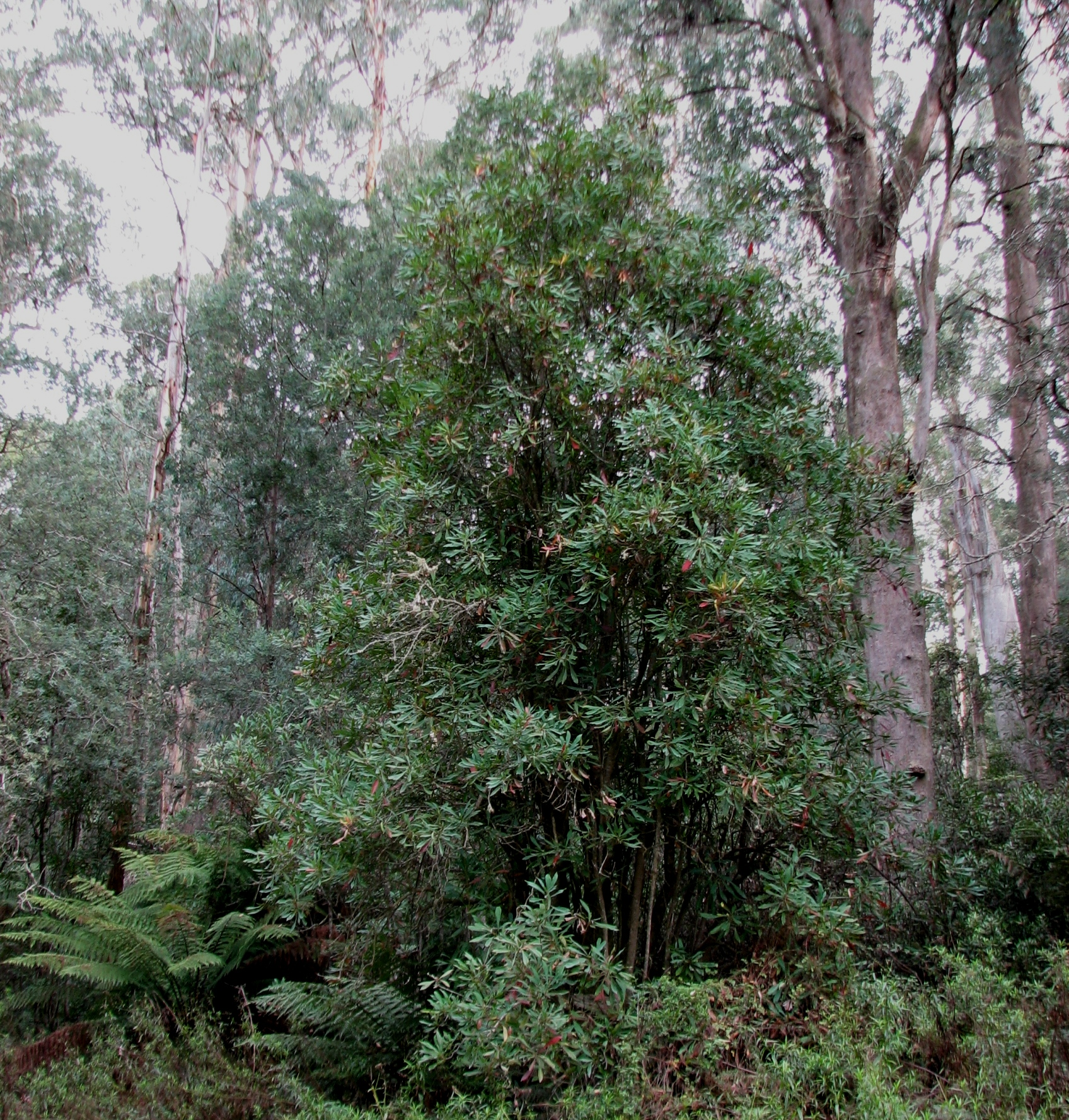
Planta madura em fresco habitat (floresta temperada).

T. oreades tem uma base amadeirada inchado em grande parte sob o solo conhecido como um lignotúber, que armazena energia e nutrientes como um recurso para o crescimento rápido depois de um incêndio florestal. As florestas húmidas em que ela cresce raramente pegar fogo. Quando o fazem, a comunidade de plantas torna-se um sclerophyll mais aberta da floresta até que as plantas de crescimento lento com folhas maiores assumir. Novos brotos crescem da lignotuber, que sobrevive bushfire como o resto da planta acima do solo é queimado. A semente germina e cresce também no solo pós-incêndio florestal, que é maior em nutrientes e mais aberta com menos espécies de plantas concorrentes. Waratah sementes são frequentemente consumidos-e destruiu-a animais e não viajar para longe (vários metros) as plantas-mãe.

## Cultivo e usos

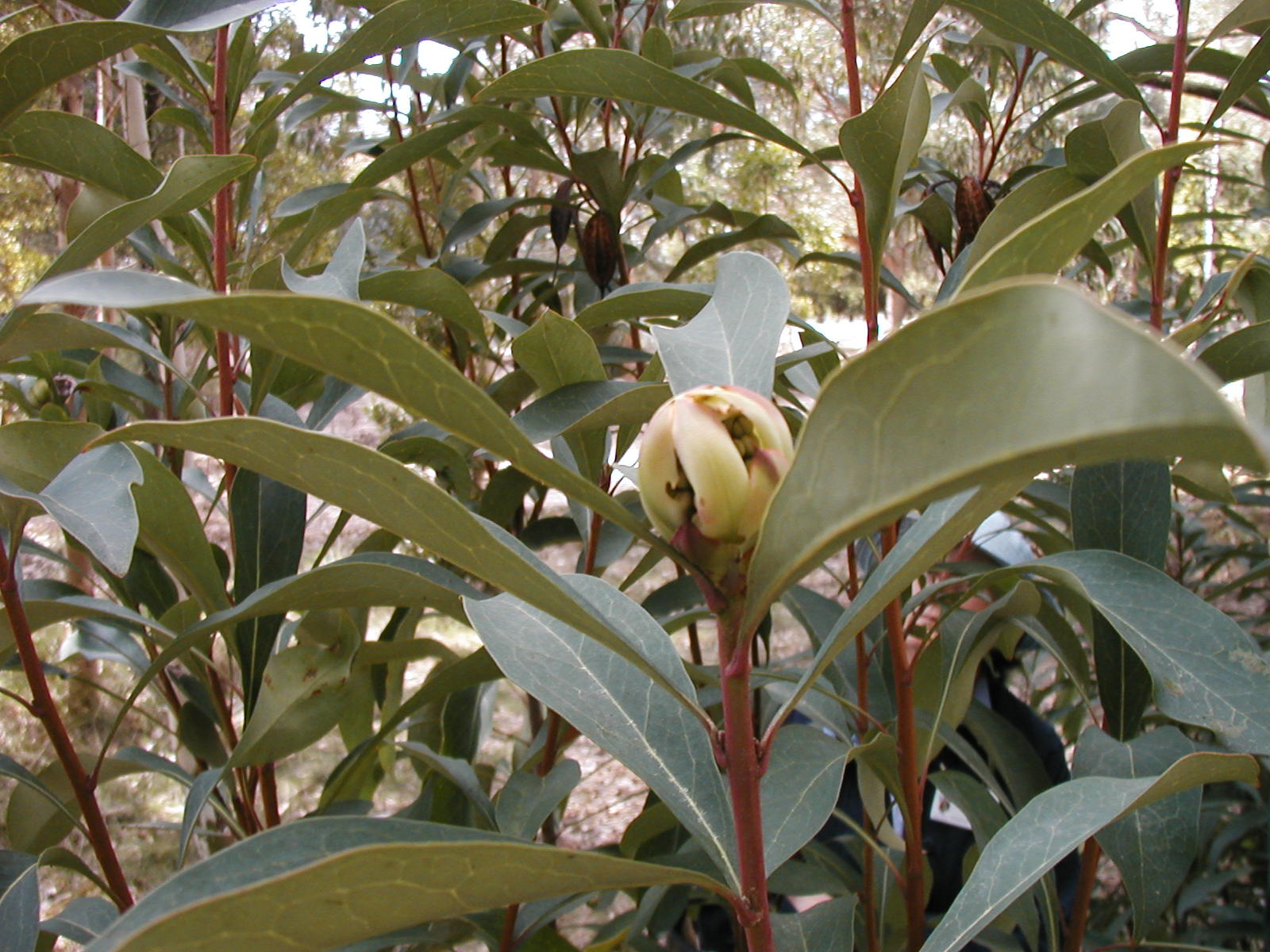
Desenvolver flowerhead em broto.

Oreades Telopea precisa de um local bem drenado, bem como umidade confiável para prosperar. Solo com alguma argila conteúdo é benéfico. É mais tolerante a sombra do que a mais popular do waratah New South Wales, preferindo parte-sombra, mas tolerando aspectos ensolarados. Tolera moderados geadas . As plantas podem ser hard, podadas, lopping velho, caules e ramos podem rejuvenescer plantas maduras. As plantas podem se beneficiar de fertilizantes de fósforo baixo aplicado na Primavera e no Outono. A propagação é por sementes, as taxas de germinação de que cair de forma significativa após vários meses de armazenamento refrigerado a menos, ou por estacas de novo crescimento que acaba endurecido. As cultivares devem ser propagadas cortando para fazer plantas-filhas idênticas para o pai. T. oreades tem sido cultivada com sucesso na Inglaterra. A planta foi cultivada primeiro lá pela Canon Arthur Townsend Boscawen no Ludgvan em Cornwall a partir de sementes que obteve em 1910. Ele conseguiu trazer a planta em flor em 1915, fornecendo material para ilustração no compartimento botânico de Curtis em 1916. Uma planta em Cornwall atingiu 4,6 metros (15 pés) de altura, enquanto outro em Wakehurst Place atingiu 2,5 metros (8,2 pés) no final de 1980. Embora prosperando em Wakehurst, a espécie pode ser muito sensível aos solos ingleses. O Royal Horticultural Society concedeu a espécie um Prémio de Mérito em 1916.
Uma forma de flor branca selecionada do Errinundra Plateau, que foi originalmente conhecida como Plateau Ver Alba ou Plateau Ver Branca, foi registada pela Autoridade Australiana de Registro de Cultivares , em 1990, como Errindundra White. Plantsmen têm também desenvolvidos vários híbridos com T. speciosissima , procurando combinar a resistência de T. oreades com os flowerheads showier deste último. Cultivares vermelhos, rosa-branco e até mesmo de flor estão disponíveis.
- Telopea 'Champagne é uma cultivada registrada sob direitos dos obtentores, (PBR), em 2006.[41] Seus flowerheads amarelo cremoso aparecem de outubro a dezembro. É um híbrido de três vias entre T. speciosissima, T. oreades é a forma de flor amarela de T. truncata.
- Telopea 'Globo de Ouro' é uma cultivar registrada sob PBR em 2005.[42] maior do que Champagne, também é um híbrido de três vias entre T. speciosissima, T. oreades e a forma de flor amarela de T. truncata. Ele tem sido propagado e vendido como 'Shady Lady Amarelo'. Foi produzido originalmente no Dandenong Ranges leste de Melbourne.
- Telopea 'Shady Lady Red' é um arbusto maior que pode chegar a 5 m (16 pés) de altura e 2 ou 3 m (6-10 pés) de largura. Um híbrido de T. speciosissima e T. oreades, que surgiu por acaso em um jardim Melbourne.[43] A primeira série do 'Shady Lady' de cultivares, que se tornou comercialmente disponível em meados de 1980.[44] Os flowerheads são menores e não têm as brácteas da speciosissima pai. Como o próprio nome sugere, ele tolera mais sombra. É vigoroso e mais confiável em clima temperado e subtropical áreas, e cresce em semi-sombra ou sol.
- Telopea 'Shady Lady Branco' é um híbrido branco-florescido entre T. speciosissima e T. oreades.
- Telopea 'Shady Lady Pink' é o resultado de um cruzamento entre 'Shady Lady Red e Shady Lady White'.
- Telopea 'Shady Lady carmesim "é uma forma de cor selecionado desenvolvido a partir de 'Shady Lady Red'. Tornou-se disponível comercialmente na Austrália, em 2010.[45]

A madeira é bastante dura e se assemelha carvalho de seda (Grevillea robusta). É durável e pode ser facilmente polida e trabalhou com, tornando-se propícios para uso em móveis, molduras e cabos de ferramentas.